# Temur Ismailov
 Temur Ismailov  (Taskent, 14 de enero de 1995) es un tenista profesional de Uzbekistán.

## Carrera
Su mejor ranking individual es el Nº 731 alcanzado el 5 de mayo de 2014, mientras que en dobles logró la posición 1085 el 23 de agosto de 2010.
No ha logrado hasta el momento títulos de la categoría ATP ni de la ATP Challenger Tour. Tampoco ha obtenido títulos Futures.

### Copa Davis
Desde el año 2013 es participante del Equipo de Copa Davis de Uzbekistán. Tiene en esta competición un récord total de partidos ganados/perdidos de 0/1 (0/1 en individuales y 0/0 en dobles).